# Steve's Songs
Steve's Songs è un album discografico a nome di Manny Albam and His Jazz Greats, pubblicato dall'etichetta discografica Dot Records nel 1959.

## Tracce
Lato A
1. Mister Moon – 2:40 (Steve Allen) – Registrato il 21 luglio 1958 a New York
2. South Dakota – 2:50 (Steve Allen) – Registrato il 25 luglio 1958 a New York
3. An Old Piano Plays the Blues – 3:13 (Steve Allen, Don George) – Registrato il 29 luglio 1958 a New York
4. Spring Is Where You Are – 3:04 (Steve Allen) – Registrato il 25 luglio 1958 a New York
5. Indubitably – 2:46 (Steve Allen) – Registrato il 21 luglio 1958 a New York
6. There She Goes – 3:29 (Steve Allen) – Registrato il 25 luglio 1958 a New York

Durata totale: 18:02
Lato B
1. You're the One for Me – 3:00 (Steve Allen) – Registrato il 29 luglio 1958 a New York
2. Spring in Maine – 2:40 (Steve Allen, Carolyn Leigh) – Registrato il 21 luglio 1958 a New York
3. I Guess I Never Had a Chance – 3:20 (Steve Allen) – Registrato il 21 luglio 1958 a New York
4. Baby – 3:29 (Steve Allen) – Registrato il 29 luglio 1958 a New York
5. That's What They Always Say – 3:02 (Steve Allen) – Registrato il 25 luglio 1958 a New York
6. Monday – 3:07 (Steve Allen) – Registrato il 29 luglio 1958 a New York

Durata totale: 18:38

## Musicisti
- Manny Albam - arrangiamenti, conduttore musicale
- Gene Quill - sassofono alto (tutti gli assoli)
- Al Cohn - sassofono tenore (tutti gli assoli)
- Frank Socolow - sassofono
- Gene Allen - sassofono
- Bernie Glow - tromba (eccetto brani: Spring Is Where You Are / South Dakota / There She Goes / That's What They Always Say)
- Ernie Royal - tromba (solo in: There She Goes / An Old Piano Plays the Blues / I Guess I Never Had a Chance; primo assolo in South Dakota)
- Nick Travis - tromba (solo in: Indubitably / Baby / Monday; secondo assolo in South Dakota)
- Art Farmer - tromba (brani: Spring Is Where You Are / South Dakota (terzo assolo) / There She Goes / That's What They Always Say (assolo))
- Jim Dahl - trombone
- Bob Brookmeyer - trombone (tutti gli assoli)
- Tom Mitchell - trombone (eccetto nei brani: An Old Piano Plays the Blues /  You're the One for Me / Baby / Monday)
- Dick Hixon - trombone (solo nei brani: An Old Piano Plays the Blues /  You're the One for Me / Baby / Monday)
- Dick Katz - pianoforte
- Milt Hinton - contrabbasso (eccetto nei brani: South Dakota / Spring Is Where You Are / There She Goes / That's What They Always Say)
- Joe Benjamin - contrabbasso (solo nei brani: South Dakota / Spring Is Where You Are / There She Goes / That's What They Always Say)
- Osie Johnson - batteria
- Eddie Costa - vibrafono (brani: Spring Is Where You Are / There She Goes / That's What They Always Say)[1]